# Blaberops
Blaberops är ett släkte av skalbaggar. Blaberops ingår i familjen plattnosbaggar.
Kladogram enligt Catalogue of Life:
| Blaberops | \| \| Blaberops asemus \| \| \| \| \| \| Blaberops macrocerus \| \| \| \| |
|           | \| \| Blaberops asemus \| \| \| \| \| \| Blaberops macrocerus \| \| \| \| |
|           | Blaberops asemus                                                          |
|           |                                                                           |
|           | Blaberops macrocerus                                                      |
|           |                                                                           |